# Fédération espagnole des échecs
La Fédération espagnole des échecs (en espagnol : Federación Española de Ajedrez) est l'organisation nationale chargée de gérer et de promouvoir la pratique des échecs en Espagne. Elle est affiliée à la Fédération internationale des échecs depuis 1928.

## Organisation
- Président : Francisco Javier Ochoa de Echagüen
- Vice-président : Cristobal Ramo Frontinan